# Global Wrestling Federation
La Global Wrestling Federation è stata una federazione statunitense di wrestling attiva dal 1991 al 1994 di cui il presidente era Joe Pedicino. Veniva trasmessa cinque volte a settimana dalla rete televisiva ESPN, alle 4 del pomeriggio.

## Storia

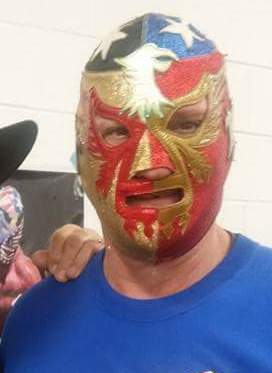
The Patriot, il wrestler più rappresentativo della GWF

Max Andrews e Joe Pedicino erano i promoter originali della GWF. L'organizzazione era un mix di veterani e nuovi talenti, molti dei quali lanciarono la propria carriera a livello nazionale apparendo nel programma giornaliero GWF in onda sul canale ESPN. Le prime stelle della federazione erano The Patriot (Del Wilkes), Scott Levy (Raven), The Handsome Stranger (Marcus Alexander Bagwell) e Cactus Jack. Alla fine del 1991, "Hot Stuff" Eddie Gilbert entrò a far parte della compagnia e introdusse molte idee a livello di booking, come la creazione di The Dark Patriot (la versione malvagia di The Patriot, interpretato dal fratello Doug Gilbert), John Hawk (il futuro John Bradshaw Layfield), Jerry Lynn, e "The Winner" Barry Horowitz (personaggio creato da Gilbert e dall'annunciatore Craig Johnson). Anche Booker T e Stevie Ray lottarono nella compagnia per qualche tempo, insieme a Lightning Kid (poi 1-2-3 Kid, Syxx, e X-Pac in WCW e WWE)

### Show settimanali dal "The GlobalDome"
La GWF cominciò a trasmettere settimanalmente i propri show a livello locale nella zona di Dallas e Fort Worth dal Dallas Sportatorium, che per breve tempo fu rinominato The GlobalDome. Gli annunciatori della compagnia erano Jon Horton (alias "Craig Johnson"), Scott Hudson, Steven Prazak (alias "Steven DeTruth") e Joe Pedicino, con Boni Blackstone nel ruolo di intervistatrice a bordo ring. In seguito Scott Hudson lasciò il tavolo dei commentatori e fu rimpiazzato da "The Expert" Bruce Prichard (Brother Love in WWF/WWE).

### The Cartel
Nel 1991 "The Cartel" fu la prima stable formatasi nella GWF, ed era costituita dai wrestler top heel della federazione. I membri erano Cactus Jack, Scotty Anthony, Rip Rogers e Makhan Singh. La fazione ebbe vari feud con i principali eroi della compagnia come Steve Simpson, Chris Walker e The Patriot. Non vinsero mai alcun titolo ma la loro presenza si faceva sentire in ogni evento dell'epoca. Rogers era il portavoce del gruppo e faceva la maggior parte delle interviste, anche se Foley e Levy talvolta prendevano il sopravvento al microfono. I membri della stable riferirono sempre di avere un "misterioso" capo senza mai dirne il nome. Dopo alcuni mesi, rivelarono che il boss era il GWF Commissioner Max Andrews, e poi la stable si sciolse.

### Innovazioni
La particolarità della Global Wrestling Federation era quella di non ignorare le altre federazioni di wrestling concorrenti come se non esistessero, infatti nei loro programmi veniva citato il fatto che i wrestler del roster avessero vinto titoli in passato in altre compagnie (come per esempio la World Class Championship Wrestling), o, fatto ancora più curioso, che fossero passati ad altre federazioni.

### Taglio del budget
A seguito di una forte riduzione del budget, Pedicino e Craig Johnson abbandonarono la compagnia.
A causa di dispute finanziarie, anche il booker Eddie Gilbert e suo fratello Doug (Dark Patriot), lasciarono la GWF nel 1992. Eddie Gilbert portò via con lui la cintura GWF North American Heavyweight Championship. Difese la cintura in qualche occasione nella United States Wrestling Association in qualità di campione GWF World Heavyweight, nonostante fosse stato ufficialmente privato del titolo dalla GWF.

### Northstar Promotions e talenti WCCW
A seguito di questo momento di stallo finanziario, i diritti promozionali della GWF furono rilevati dalla Northstar Promotions, costituita da Grey Pierson, Robert Keeler e Wayne Whitworth. Subito dopo, molte ex stelle della World Class Championship Wrestling cominciarono a partecipare agli show GWF, inclusi Chris Adams, Kerry Von Erich e Iceman Parsons, tra gli altri. Doyle King, David Webb, e altri annunciatori ospiti (inclusi gli ex-World Class Bill Mercer e Marc Lowrance) furono introdotti nello show per aumentare l'esposizione televisiva. Mercer, veterano del wrestling allo Sportatorium sin dagli anni cinquanta, presentò un segmento settimanale dall'arena di Dallas. Alla fine del 1991, Keeler e Whitworth lasciarono la Northstar e Pierson prese il controllo.
Nella federazione furono introdotti molti personaggi bizzarri per aumentare il tasso di spettacolarità. In uno degli angle più interessanti, la GWF assunse uno "psichiatra" per wrestler che era in realtà il dott. Allan Saxe, un professore di scienze politiche presso la vicina University of Texas at Arlington. In un'altra storyline, l'annunciatore David Webb, perse la memoria a causa di un'aggressione da parte di Manny Fernandez, e si convinse di essere Elvis Presley (esibitosi allo Sportatorium alla fine degli anni cinquanta).

### Causa legale da parte della World Wrestling Federation
Nel 1992, la Global Wrestling Federation fu citata in giudizio dalla World Wrestling Federation (WWF), che riteneva l'utilizzo della parola "Global" nel nome della federazione, troppo simile alla definizione della parola "World" presente nel loro nome, e che quindi avrebbe potuto ingenerare confusione nei telespettatori.

### Show in memoria di Kerry Von Erich
Nell'aprile 1993, si svolse un evento di wrestling in memoria di Kerry Von Erich, suicidatosi il 18 febbraio. Quel giorno Von Erich avrebbe dovuto affrontare "The Angel of Death" David Sheldon. Invece, si tenne una cerimonia in suo ricordo allo Sportatorium prima degli altri match, con l'ex annunciatore della World Class Marc Lowrance che fece un'apparizione speciale ricordando Kerry (Lowrance era stato l'annunciatore sul ring nel match di Von Erich quando egli sconfisse Ric Flair conquistando il titolo NWA World Championship nel 1984). L'aprile successivo, uno show in suo onore si tenne presso il Dallas Sportatorium, al quale presero parte molti ex-wrestler, arbitri e dirigenti della World Class Championship. All'evento, il main event fu l'ultimo match ufficiale tra i Freebirds e i Von Erich. Kevin Von Erich e Chris Adams (che indossò la giacca di Kerry in sua memoria) sconfissero Michael Hayes e Buddy Roberts, con Skandor Akbar nell'angolo di Hayes & Roberts, e Fritz Von Erich in quello di Chris & Kevin. Allo show parteciparono anche Sid Vicious e Booker T. Anche Ultimate Warrior era stato invitato a partecipare, avendo lottato in WCCW come "The Dingo Warrior", ma non si presentò.
Bill Mercer, Marc Lowrance, David Manning e Bronco Lubich furono tra i dirigenti WCCW che presero parte all'evento. Manning aveva arbitrato il match tra Kerry e Flair del 1984.
Lo show fu tenuto per raccogliere fondi in favore delle figlie di Kerry, Hollie e Lacey Von Erich. Nel 1994, la GWF omaggiò nuovamente Kerry mandando in onda per un mese alcuni suoi incontri del passato, inclusi quelli combattuti nella World Class Championship Wrestling.

### Chris Adams superstar e chiusura
Chris Adams non solo svolse un ruolo da protagonista nella GWF, ma anche nella WCCW sia come performer sia come allenatore. Il suo allievo più celebre fu Steve Austin. In virtù di questo fatto, a partire dal 1993 la Global Wrestling Federation si incentrò principalmente su Adams, dando molto risalto al suo feud con Price e Iceman Parsons; concedendogli inoltre di assistere i booker nella scelta delle storyline della federazione. Egli portò nella compagnia anche la sua seconda ex moglie, Toni Adams, inserendola nell'angle della sua rivalità con Price e Parsons. I due lottarono in coppia nella United States Wrestling Association di Memphis, dove Toni fu accreditata cone "Nanny Simpson". Il figlio di Chris e Toni, Chris Jr. di 5 anni, fece qualche apparizione sul ring.
In seguito ebbe luogo un rinnovato feud tra Adams e Jimmy Garvin, ma la chiusura della GWF il 21 settembre 1994, pose fine a qualsiasi sviluppo della rivalità tra i due, e Garvin si ritirò dall'attività poco tempo dopo.
Adams conquistò per due volte il titolo GWF North American, sconfiggendo King Parsons il 25 dicembre 1993; e Rod Price nel luglio 1994, riconquistando la cintura tre mesi dopo averla ceduta a Price.
Nel settembre 1994, la federazione chiuse i battenti per problemi finanziari. L'ultimo show andò in onda il 25 settembre.

## Wrestler principali
- Kerry Von Erich
- The Patriot
- Al Perez
- Eddie Gilbert
- Dark Patriot
- Scotty Anthony
- Cactus Jack
- Lightning Kid
- Jerry Lynn
- Chaz Taylor
- Barry Horowitz
- Chris Adams
- Rip Rogers
- The Soultaker

- Makhan Singh
- Booker T
- Stevie Ray
- Axl Rotten
- Ian Rotten
- Tom Davis
- Mike Davis
- Steve Simpson
- Iceman Parsons
- Chris Walker
- Butch Reed
- Gary Hart

- Michael Hayes
- Jimmy Garvin
- Terry Gordy
- Handsome Stranger
- Tug Taylor
- Wild Bill Irwin
- Black Bart
- John Tatum
- Jeff Gaylord
- Brian Adias
- Jeff Raitz
- Terry Garvin

- Bobby Duncum Jr.
- Johnny Hawk
- Gary Young
- Boni Blackstone
- Manny Fernandez
- Sam Houston
- Osamu Nishimura
- Moadib
- Scott Putski
- Manuel Vialobos
- Ben Jordan
- Rod Price
- Rick Garren
- Jim Lord (Jimmy Phillips)

## Titoli principali
- GWF North American Heavyweight Championship
- GWF Television Championship
- GWF Texas Heavyweight Championship
- GWF Brass Knuckles Championship
- GWF Light Heavyweight Championship
- GWF Tag Team Championship